# گروه سانینگ
گروه سانینگ (انگلیسی: Suning Group) شرکت خرده‌فروشی چینی است، که در سال ۱۹۹۰ توسط ژانگ ژیندانگ راه‌اندازی شد و در حال حاضر دارای ۱٫۶۰۰ شعبه در کشورهای جمهوری خلق چین، هنگ کنگ، ژاپن و ایالات متحده آمریکا می‌باشد.
دفتر مرکزی شرکت سانینگ در شهر نانجینگ، استان جیانگسو قرار دارد و بخشی از سهام آن در بورس اوراق بهادار شنژن معامله می‌شود.